# Philippe Forêt
Pour les articles homonymes, voir Forêt (homonymie).

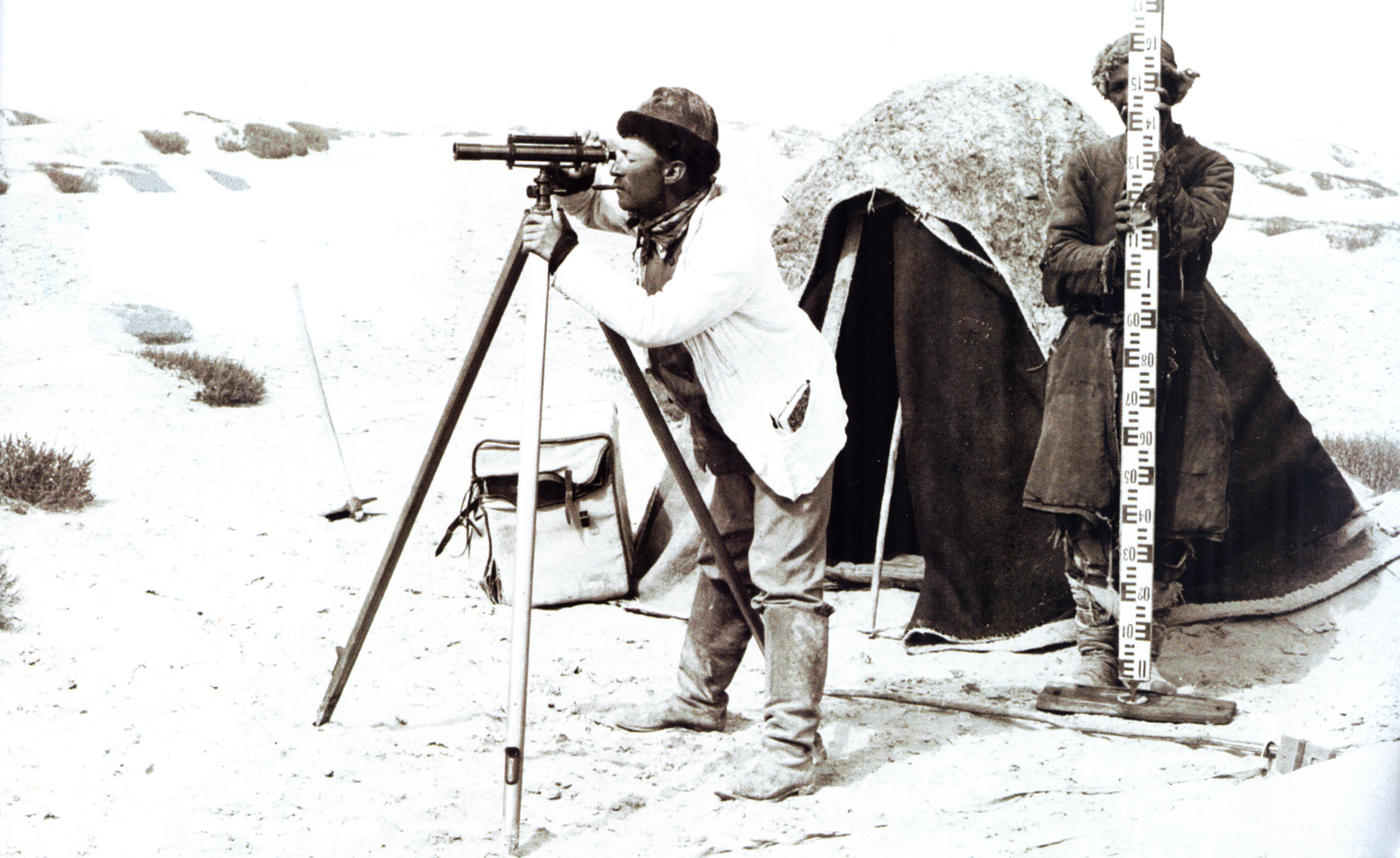

Philippe Forêt est géographe et sinologue. 

## Biographie
Après des études avec Hou Renzhi à l'Université de Pékin, Philippe Forêt écrit, sous la direction de Paul Wheatley, une thèse sur l'aménagement du paysage de Chengde, la capitale d'été de la dynastie Qing. L'Université de Chicago lui décerne un Ph.D. pour des travaux qui contribuent à l'apparition de l'école de la « New Qing History (en) » de Mark Eliott et de James Millward. Il poursuit sa formation post-doctorale d'abord au Collège de France avec Pierre-Etienne Will, puis à l'Université de Californie à Berkeley avec Allan Pred. Philippe Forêt est ensuite nommé professeur assistant de géographie chinoise à l'Université du Texas à Austin et à l'Université d'Oklahoma. 
De retour en Europe, il travaille avec Lorenz Hurni comme chercheur du Fonds National Suisse de la Recherche Scientifique à l'Institut de cartographie de l'École polytechnique fédérale de Zurich. Résident au Collège de Suède, Philippe Forêt est promu professeur associé en études chinoises à l'Université de Nottingham, puis devient chercheur et professeur invité à l'Université de Stockholm. Après une année comme résident de l'Institut d'Etudes Avancés de Nantes, il est nommé chercheur à l'Université de Saint-Gall, puis professeur à l'Université Nazarbayev. Il est alors élu "Fellow" par le Centre Rachel Carson pour l'Environnement et la Société de l'Université Ludwig-Maximilians de Munich.   
Les publications de Philippe Forêt portent sur l'histoire de l'environnement et le développement de la Chine moderne. Ses recherches actuelles sur la mobilité des connaissances examinent le rôle de l'Asie centrale dans les débats sur le changement climatique. Depuis 2013, il est co-directeur avec Marc Hall et Christoph Kueffer de "Environmental Humanities Switzerland", le programme en sciences humaines de l'environnement de l'Académie Suisse pour la Recherche sur l'Environnement et l'Ecologie (SAGUF, Académie Suisse des Sciences). En 2020, Max Bergman et lui créent à l'Université de Bâle le programme "Social Transitions Research".

## Bourses et résidences
- Bourse de recherche du Fonds National Suisse de la Recherche Scientifique (SNF/FNS), 2002-2004.
- Bourse de recherche de la Fondation Gerda Henkel, 2006-2007.
- Résidence au Collège de Suède, 2007-2008[10].
- Résidence à l'Institut d'Etudes Avancées de Nantes, 2011-2012[11].
- Résidences au Centre Rachel Carson de l'Université Ludwig-Maximilians, 2017 et 2018.

## Sources et liens externes
- 2 comptes-rendus sur certains de ses livres :
  - Christophe Gauchon, Philippe Foret : La véritable histoire d'une montagne plus grande que l'Himalaya. (compte-rendu)Revue de Géographie Alpine  Année 2005  93-1  p. 120
  - Hervé Regnauld, « Ce sont les cartes qui voyagent… Philippe Forêt et Andréas Kaplony (dir.), The Journey of Maps and Images on the Silk Road, 2008. »